# 黑姆斯多夫湖

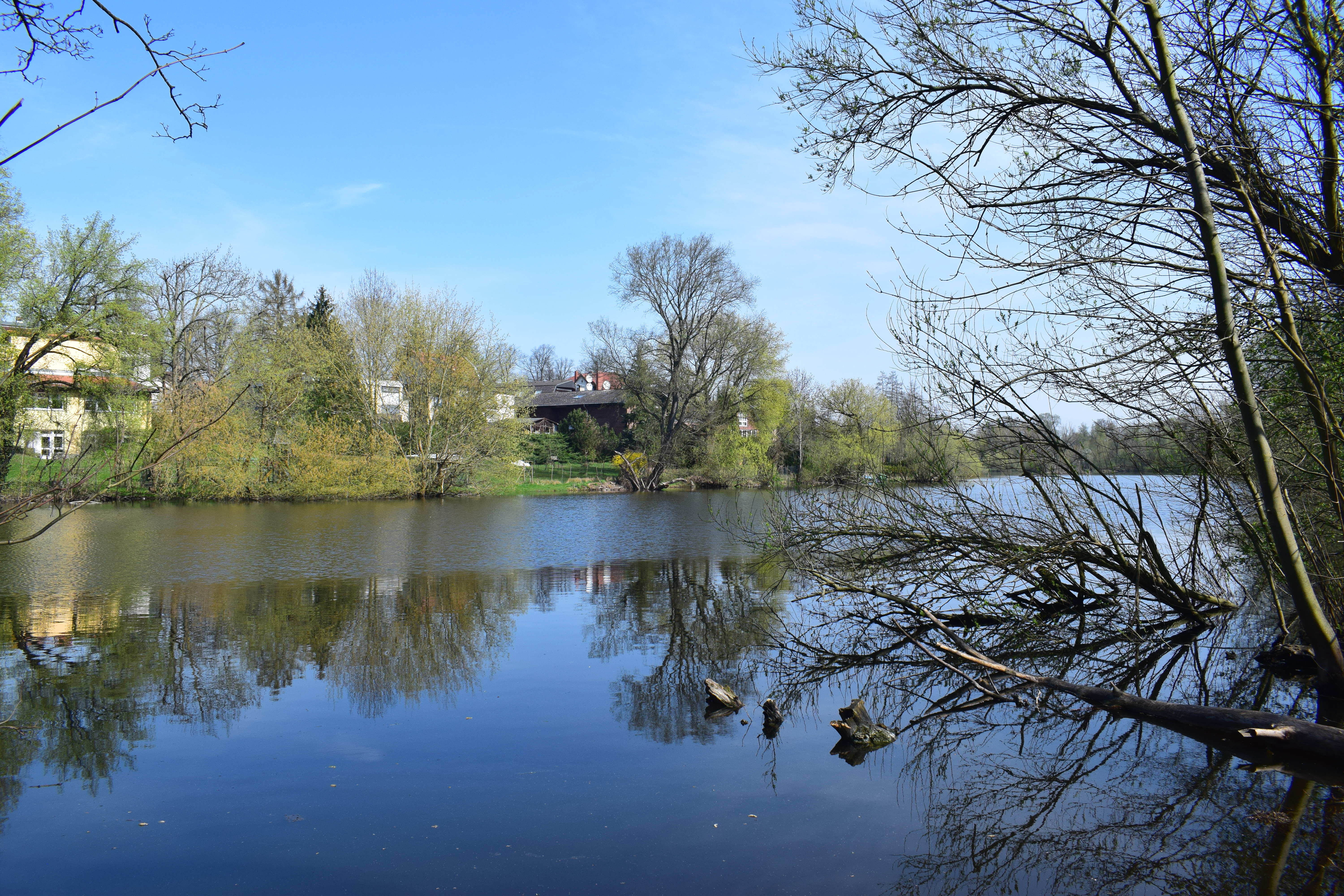

52°36′55.5″N 13°19′48.3″E / 52.615417°N 13.330083°E
黑姆斯多夫湖（德語：Hermsdorfer See），是德國的湖泊，位於該國首都柏林，由賴尼肯多夫行政區負責管轄，長0.7公里、寬0.1公里，面積0.06平方公里，海拔高度33米，平均水深1.5米，最大水深3.1米，湖岸線長度1.8公里。